# Raión de Konotop
Raión de Konotop (en ucraniano: Конотопський район [Konotops'ky Raion /konoˈtɔpsʲkɪj rɑˈjɔn̪/ⓘ]) es un raión o distrito de Ucrania en el óblast de Sumy. La capital es la ciudad de Konotop.
Comprende una superficie de 5190,6 km².

## Demografía
Según estimación 2010 contaba con una población total de 32103 habitantes.

## Otros datos
El código KOATUU fue 5922000000. El código postal 41600 y el prefijo telefónico +380 5447.